# Vorbis
Vorbis – stratny kodek dźwięku z rodziny Ogg. Bardzo często używany jest w połączeniu z kontenerem Ogg i nosi wtedy nazwę Ogg Vorbis (często błędnie zapisywaną tylko jako Ogg, czy nawet jako OGG). Ogg Vorbis potrafi obsłużyć do 255 kanałów i ponad 16-bitowy dźwięk o częstotliwości próbkowania od 6-48 kHz.
Specyfikacje tych formatów są własnością publiczną. Biblioteki rozprowadza się na prawach licencji z rodziny BSD, a narzędzia na zasadach GNU GPL.
Rozszerzenie plików Ogg Vorbis to .ogg lub .oga.

## Charakterystyka formatu Ogg Vorbis
Vorbis jest kodekiem ogólnego zastosowania. Ponieważ jego schemat kompresji przedkłada jakość wynikowej fali dźwiękowej nad jej zgodność z zakodowywanym oryginałem, najlepiej sprawdza się w tworzeniu plików o dużym stopniu kompresji (od 48 do 128 kbps). W przeprowadzonych testach jakości stwierdzono, że średnia jakość dźwięku zakodowanego w formacie Ogg Vorbis jest porównywalna do AAC i wyższa niż MP3 o tej samej przepływności.
- preferuje się w nim subiektywną jakość brzmienia niż absolutną wierność sygnału
- preferuje się w nim łatwość obsługi (ustaw jakość i podaj pliki źródłowe) niż mnogość opcji, mimo to Vorbis nadaje się do większości zastosowań
- dekodowanie plików zapisanych w tym formacie intensywnie korzysta z pamięci (w przenośnych odtwarzaczach MP3 uwidacznia się to większym obciążeniem procesora i skróceniem czasu pracy)
- jest z natury kodekiem o zmiennej przepływności
- korzysta z algorytmów podobnych do MP3 (ale usuwa większość jego ograniczeń), a wysoką jakość uzyskano drogą starannej regulacji parametrów kodowania i „przerzucenia” ich do nagłówka pliku
- odkrycia dokonane podczas eksploatacji Vorbisa wykorzystano w nowym kodeku Opus

Aby uniknąć pomyłki przy dobraniu odpowiedniej wartości przepływności w zależności od ilości kanałów dźwiękowych, niektóre programy kodujące materiał audio do formatu Ogg Vorbis (np. Audacity) zamiast jawnie określonej przepływności używają umownej skali Q (skali jakości) odnoszącej się do jakości nagrania. Poniżej przedstawiono znaczenie poszczególnych jej wartości na skali przepływności dla 2 kanałów dźwiękowych (stereo), 16 bitowego dźwięku o próbkowaniu 44,1kHz:
| skala Q (ang. Quality)       | przepływność nominalna |
| ---------------------------- | ---------------------- |
| -2 (tylko aoTuV b2 i nowszy) | 32 Kbps                |
| -1                           | 45 Kbps                |
| 0                            | 64 Kbps                |
| 1                            | 80 Kbps                |
| 2                            | 96 Kbps                |
| 3                            | 112 Kbps               |
| 4                            | 128 Kbps               |
| 5                            | 160 Kbps               |
| 6                            | 192 Kbps               |
| 7                            | 224 Kbps               |
| 8                            | 256 Kbps               |
| 9                            | 320 Kbps               |
| 10                           | 499,9 Kbps             |

Nowa biblioteka libvorbis w wersji 1.2 zwykle lepiej kompresuje niż wartości podane w tej tabeli.

## Obsługa

### Odtwarzacze sprzętowe
- Elta
  - 8844 MPEG4 DVD/DivX
- iAUDIO
  - X5/X5L
  - Cowon D2
  - Cowon E2
  - Cowon J3
  - Cowon S9
- iRiver
  - Lplayer (Q1 – Q10)
  - U10 (Q1 – Q10)
  - Clix, Clix 2 (Q1 – Q10)
  - iFP-700/800/900 (96 – 225kbps, obowiązuje tu średni bitrate a nie parametr Q!)
  - H120/H140/H300 (Q2 – Q10)
  - T10, T20, T30, T50, T60 (Q1 – Q10)
  - E10 (Q1 – Q10)
  - E100 (Q1 – Q10)
- LG
  - FM37
  - FM33
- Meizu M6
  - (Q1 – Q10)
- PENTAGRAM
  - Eon Cineo
  - Vanquish R Pocket
  - Vanquish R SKIT
- Riō Karma (Q1 – Q10)
- Samsung
- SanDisk
  - Sansa Clip (oprogramowanie od wersji 01.01.29)
  - Sansa Clip+
  - Sansa Fuze (po aktualizacji oprogramowania)
  - Sansa Fuze+
- Vedia
  - VEDIA A10 (oprogramowanie od wersji 1.3.8)
  - VEDIA B6
  - VEDIA V19
  - VEDIA V39
  - VEDIA C6+
  - VEDIA T8
- VTec
  - VTec PRO V39 (Q0 – Q10)
  - VTec PRO MP640 (Q0 – Q10)
- TrekStor vibez
- Odtwarzacze obsługujące oprogramowanie Rockbox

### Odtwarzacze programowe
- AIMP
- ALSong
- Amarok
- DeliPlayer
- foobar2000
- jetAudio
- KMPlayer
- QMPlay
- VLC
- Winamp
- Windows Media Player (po zainstalowaniu pakietu kodeków, np. ffdshow)
- XMMS
- XMPlay
- ZINF
- ogg123 – część pakietu vorbistools, wzorowany na mpg123

#### Biblioteki dźwiękowe i multimedialne
- FMOD wieloplatformowa biblioteka służąca do odtwarzania dźwięku

## Tworzenie plików Vorbis
Oggdrop oraz OggdropXPd to małe i proste, ale w pełni funkcjonalne programy działające według zasady przeciągnij i upuść. Przeciągając do okna programu pliki WAV otrzymujemy skompresowane pliki Ogg Vorbis. Możliwe jest dokładne ustalenie jakości dźwięku. Bezpośrednie kodowanie do formatu Ogg Vorbis umożliwia także program FreeRIP (strona projektu) do zgrywania muzyki z płyt CD-Audio. Otwarty edytor dźwiękowy Audacity umożliwia eksport wynikowego materiału dźwiękowego do formatu Ogg Vorbis.

### Programoggenc
W systemach Linux często spotyka się preinstalowany program oggenc. Uruchamia się on z wiersza poleceń, ale umożliwia też uruchomienie poprzez przeciągnij i upuść, co czyni go łatwym w obsłudze.
Program dostępny jest też w wersji dla systemów Microsoft Windows.
Przykłady wykorzystania oggenc:
- Uruchomienie z domyślnymi parametrami (np. jakość q=3):

```
oggenc track01.wav
```